# Satijnwielewaal
De satijnwielewaal (Oriolus mellianus) is een zangvogel uit de familie Oriolidae (Wielewalen en vijgvogels). De vogel werd in 1922 beschreven door Erwin Stresemann en vernoemd naar de verzamelaar de heer R. Mell. Het is een bedreigde vogelsoort uit China.

## Kenmerken
De vogel is 28 cm lang. Het mannetje is zilverwit gekleurd met een zwarte kopkap en vleugels. De staart en de onderstaartdekveren zijn dof kastanjekleurig. Het vrouwtje is donkerder, met een grijze rug en een streepjespatroon op de grijze borst.

## Verspreiding en leefgebied
Deze soort komt als endemische broedvogel voor in het midden en zuidoosten van Sichuan, zuidelijk Guizhou, het noorden van Guangxi en noordelijk Guangdong. Het is een trekvogel, die 's winters in Zuid-Thailand en Cambodja wordt waargenomen.
Het leefgebied bestaat uit altijd groenblijvend, natuurlijk bos, meestal tussen de 600 en 1700 m boven zeeniveau. Buiten de broedtijd wordt de vogel ook wel in aangeplant bos aangetroffen.

## Status
De satijnwielewaal heeft een beperkt en versnipperd verspreidingsgebied en daardoor is de kans op uitsterven aanwezig. De grootte van de populatie werd in 2016 door BirdLife International geschat op 1500 tot 3800 individuen en de populatie-aantallen nemen af door habitatverlies. Het leefgebied (zowel broedgebied als overwinteringsgebied) wordt aangetast door ontbossing, waarbij natuurlijk bos wordt gekapt of in brand gestoken en omgezet in gebied voor agrarisch gebruik en menselijke bewoning. Om deze redenen staat deze soort als bedreigd op de Rode Lijst van de IUCN.